# أيرلندا الغيلية
يشير مصطلح أيرلندا الغَيْلِيَّة (بالإنجليزية: Gaelic Ireland)‏ إلى النظام السياسي والاجتماعي الغيلي -والثقافة التي ارتبطت به- الذي قام في أيرلندا منذ عصور ما قبل التاريخ وحتى بدايات القرن السابع عشر. قبل غزو النورمان في عام 1169، كانت أيرلندا الغيليّة تضم الجزيرة بأكملها. ومنذ ذلك التاريخ، باتت تضم الجزء من البلاد الذي لا يخضع لسيادة أجنبية في الوقت المذكور. ولمعظم تاريخها، كانت أيرلندا الغيلية سلسلة هرمية «مختلطة» من الأقاليم الخاضعة لحكم سلطة من الملوك أو الزعماء، الذين انتُخبوا من خلال نظام التانيست الغيلي (بالإنجليزية: Tanistry). وكانت الحروب أمرًا شائعًا بين هذه الأقاليم، ويُشار بين الحين والآخر إلى أحد الحكام الأقوياء على أنه أعلى ملوك أيرلندا. كان المجتمع يتألف من العشائر، وذا بناء هرمي –مثل حال بقية أوروبا- يقوم على الطبقات. خلال هذه الفترة، كان الاقتصاد قائمًا على الزراعة الرعوية ولم تُستخدم النقود عمومًا. وكان الأسلوب الأيرلندي الغيلي مميزًا في الأزياء والموسيقى والرقص والرياضة والعمران والفن، ثم اندمج الفن الأيرلندي لاحقًا مع الأساليب الأنجلوسكسونية فنشأ الفن الجزيري.
كانت أيرلندا الغيلية وثنية أول الأمر، وسادت فيها الثقافة الشفوية. بدأت النقوش بالأبجدية الأوغامية في فجر التاريخ، ربما منذ القرن الأول للميلاد. وترافق اعتناق المسيحية مع دخول الأدب، وحُفظ الكثير من ميثولوجيا أيرلندا ما قبل المسيحية ونظامها القانوني المعقد، وإن كان قد أُضفي عليه الصبغة المسيحية. وفي العصور الوسطى المبكرة، شكّلت أيرلندا مركزًا هامًا للتعليم، وكان للمبشرين والباحثين الأيرلنديين تأثير كبير في أوروبا الغربية، وساعدوا على نشر المسيحية إلى قسم كبير من بريطانيا وأجزاء من البر الرئيسي لقارة أوروبا.
في القرن التاسع للميلاد، بدأ الفايكنج بشن الغارات وتأسيس المستعمرات على طول سواحل أيرلندا ومعابرها المائية، فتحولت تلك المستوطنات إلى أولى بلداتها الكبيرة. ومع مرور الزمن، اندمج هؤلاء المستوطنون وأصبحوا يعرفون باسم الغيليين الشماليين. بعد غزو النورمان بين عامي 1169 و1171، دخلت مساحات واسعة من أيرلندا تحت سيطرة لوردات النورمان، ما افتتح قرونًا من النزاعات بينهم وبين الأيرلنديين الأصليين. أعلن ملك إنجلترا سيادة بلاده على هذا الإقليم –لوردية أيرلندا- وعلى الجزيرة كلها، غير أن النظام الغيلي ظل قائمًا في مناطق خارج السيطرة الأنجلونورمانية. وتقلصت المساحة الخاضعة للسلطة الإنجليزية شيئًا فشيئًا حتى انحصرت في منطقة عُرفت باسم بيل (بالإنجليزية: the Pale)، وتبنى الكثير من لوردات النورمان خارجها الثقافة الغيلية.
وفي عام 1542، أعلن هنري الثامن تحول اللوردية إلى مملكة ونصّب نفسه ملكًا على أيرلندا، وحينها بدأ الإنجليز بغزو (أو إعادة غزو) الجزيرة. وبحلول عام 1607، كانت أيرلندا قد باتت خاضعةً بكاملها للسيطرة الإنجليزية، فانتهى النظام الغيلي السياسي والاجتماعي عند ذلك.

## الثقافة والمجتمع
تمركزت الثقافة والمجتمع الغيليان حول القبيلة (فاين، بالأيرلندية: fine، مشروح في ما يلي). وكان لأيرلندا الغيلية ثقافة شفوية غنية تكن تقديرًا للمساعي الفكرية العميقة. كان للشعراء (فيلي، بالأيرلندية: filí) والكهنة (الدرويد، بالأيرلندية: draoithe) مكانة عالية في العصور الوثنية، وساهموا بالنقل الشفوي لتاريخ شعبهم وتراثه. وفي ما بعد، انتقلت العديد من مهامهم الروحية والفكرية إلى الرهبان المسيحيين، بعد أن سادت المسيحية منذ القرن الخامس وما تلاه، غير أن الشعراء احتفظوا بمكانتهم المرموقة. كان الشعر والموسيقى وقص الحكايات والأدب والأشكال الفنية الأخرى تكافأ بسخاء وازدهرت في أيرلندا الغيلية خلال العهدين الوثني والمسيحي. وكان للضيافة وروابط القربى وإنجاز المسؤوليات الاجتماعية والشعائرية أهمية كبيرة.
ومثل بريطانيا، لم تكن أيرلندا الغيلية تتألف من مملكة متحدة واحدة، بل من عدة ممالك. والممالك الرئيسية هي: أوليد (أولستر، بالأيرلندية: Ulaid) وميد (ميث، بالأيرلندية: Mide) ولاين (لينستر، بالأيرلندية: Laigin) وموما (مونستر، بالأيرلندية: Muma، وتتألف من يارمومان وتودامومين وديسمومين، بالأيرلندية: Iarmuman, Tuadmumain and Desmumain) وكوناكت وبريفني وإن تويسرت (الشمال، بالأيرلندية: In Tuaiscert) وإيريالا (أوريل، بالأيرلندية: Airgíalla). وكانت كل وحدة ممالك منها تقوم على لورديات عُرفت باسم تواثا ومفردها تواث (بالأيرلندية: túatha, túath). وتصف المقتطفات القانونية التي تعود إلى بدايات القرن الثامن للميلاد تسلسلًا هرميًا للملوك: إذ يخضع ملك اللوردية الواحدة لملك يحكم عدة لورديات، ويخضع الأخير بدوره إلى الملك الإقليمي لوحدة الممالك. وقبل القرن الثامن، كانت وحدات الممالك هذه قد بدأت بالفعل تحل محل لورديات التواثا لتصبح هي الوحدة الاجتماعية السياسية الرئيسية.